# Catenicella fusca
Catenicella fusca är en mossdjursart som beskrevs av William MacGillivray 1884. Catenicella fusca ingår i släktet Catenicella och familjen Catenicellidae. Inga underarter finns listade i Catalogue of Life.